# Комментатор (газета)
«Коммента́тор» — газета, информационно-публицистическое издание, орган общества «За социализм» (председатель — к. э. н. Геннадий Александрович Муравьёв, 1923—2001). Выходила с января 1990 года. Редактор — В. К. Четкарев. Эпиграф газеты: «Мы знаем, как вывести страну из кризиса, и потому не можем молчать». Объём — 8 страниц, тираж первого номера — 35,5 тысяч экземпляров, седьмого номера (июль 1990) — 200 тысяч экземпляров.
Многие статьи газеты были посвящены вопросам экономики. В специальном выпуске газеты за 1990 год была опубликована брошюра Г. А. Муравьева «Материализм: мировоззрение и логика отражения».